# Huanghetitan
Huanghetitan is een geslacht van plantenetende dinosauriërs behorende tot de groep van de Sauropoda dat tijdens het Vroege Krijt leefde in het huidige China.

## Vondst en naamgeving
De typesoort Huanghetitan liujiaxiaensis is in 2006 beschreven door You. De geslachtsnaam betekent: "reus van de Gele Rivier". De rivier in kwestie is overigens niet de Gele Rivier maar een kleinere zijrivier. De soortaanduiding verwijst naar de Liujiaxia-kloof in het Liujiaxia National Dinosaur Geopark. Het fossiel, holotype GSLTZP02-001, werd in 2004 gevonden in de provincie Gansu en bestaat uit nekribben, een voorste staartwervel, een middelste staartwervel, een chevron, het heiligbeen, wat ribben en het linkerdeel van de schoudergordel.
In 2007 werd door Lü Junchang, Xu Li, Zhang Xingliao, Hu Weiyong, Wu Yanhua, Jia Songhai en Ji Qiang een tweede soort benoemd en beschreven binnen hetzelfde geslacht: Huanghetitan ruyangensis. De soortaanduiding verwijst naar het district Ruyang in de provincie Henan. Het holotype is 41HIII-0001, gevonden in de Mangchuanformatie (Cenomanien - Turonien). Hiervan is een groot deel van de wervelkolom bekend en een deel van de ribbenkast.

## Beschrijving
In 2006 werden twee onderscheidende kenmerken vastgesteld van Huanghetitan liujiaxiaensis. De doornuitsteeksels van de sacrale wervels zijn zeer laag, lager dan de hoogte van het wervellichaam. De doornuitsteeksels zijn aan hun bovenste uiteinde sterk overdwars verbreed; ze zijn daar breder dan hun hoogte.
Een van de gevonden nekribben heeft een lengte van 110 centimeter. Het heiligbeen telt bij Huanghetitan liujiaxiaensis maar vijf sacrale wervels in plaats van zes, een basaal kenmerk. De laatste wervel heeft een hol achterste gewrichtsvlak. De sacrale wervels missen pleurocoelen. De doornuitsteeksels van de eerste vier sacrale wervels zijn vergroeid. Vooral de voorste hebben extreem verbrede doornuitsteeksels. Terwijl de hoogte ervan acht centimeter bedraagt, meet de breedte overdwars twintig centimeter.
De voorste staartwervel is amfiplat met ronde gewrichtsfacetten. Het wervellichaam is korter dan breed en heeft een lengtetrog op de onderkant. Ook de middelste staartwervel is amfiplat. De chevron is bovenaan niet overbrugd. Het haemaalkanaal is hoog.
Het schouderblad heeft een zeer grote processus acromialis met een ovaal profiel. De hoogte ervan is drieëntachtig centimeter en die van het eigenlijke blad slechts zeventig centimeter.
De langste rib van Huanghetitan ruyangensis heeft een lengte van 293 centimeter wat een zeer aanzienlijke rompgrootte doet vermoeden. In 2007 was dit een record een record voor de Sauropoda; in 2008 werd er echter een rib van Supersaurus gemeld met een lengte van 305 centimeter.

## Fylogenie
Huanghetitan liujiaxiaensis werd basaal in de Titanosauriformes geplaatst als de zustersoort van de Somphospondyli.
Lü Junchang e.a. plaatsten het geslacht in de Huanghetitanidae, als enige bekende taxon daarbinnen. Latere analyses duiden erop dat H. ruyangensis geen zustersoort is van Huanghetitan liujiaxiaensis en dat er een apart geslacht voor moet worden benoemd.